# Randy Orton
Randall Keith "Randy" Orton 
(sinh ngày 1 tháng 4 năm 1980) là một đô vật chuyên nghiệp,diễn viên người Mỹ đã bắt tay làm việc với WWE từ năm 2001. Anh hiện đang thi đấu cho thương hiệu Raw dưới cái tên Randy Orton, nơi anh là cựu WWE Champion.
Orton là một đô vật chuyên nghiệp thế hệ thứ ba; ông nội của anh Bob Orton, Sr., và cha của anh "Cowboy" Bob Orton,cũng như chú của anh Barry Orton đã cạnh tranh trong kinh doanh đấu vật chuyên nghiệp.Trước khi được thăng chức World chính Wrestling Federation (WWF, tại WWE) danh sách này, Orton đào tạo và thi đấu cho Hội nghị trung tâm-Missouri Wrestling Association-Southern Illinois Wrestling trong một tháng. Anh sau đó đã được gửi tới Ohio Valley Wrestling (OVW), nơi anh đã tổ chức giải vô địch OVW Hardcore hai lần.
Orton đã trở thành một thành viên của Evolution ổn định ngay sau khi ra mắt WWE của mình, sau đó nhanh chóng vô địch Intercontinental Championship, danh hiệu đầu tiên của mình với công ty.Anh cũng đã mua lại biệt danh "The Legend Killer" trong một cốt truyện nơi anh bắt đầu coi thường và sau đó đấm đá vào WWE Hall of Famer và các cựu chiến binh đấu vật [2]. ở tuổi 24, anh đã trở thành người trẻ tuổi nhất từng giữ đai World Heavyweight Championship. Với chiến thắng này, anh rời Evolution và một mối thù cũ của mình với stablemates chính thức bắt đầu. Trong năm 2006, Orton đã gia nhập lực lượng với Edge trong một tag team gọi là Rated-RKO. Cùng nhau, họ đã tổ chức World Tag Team Championship.
Sau khi Rated-RKO giải tán vào giữa năm 2007, Orton đã đạt được hai WWE Championship ngự trị trong một đêm. Anh đã thành lập nhóm The Legacy với Cody Rhodes và Ted DiBiase trong năm 2008. Nó đã tan rã vào năm 2010 và Orton trở lại thi đấu đơn.Từ năm 2013 đến năm 2015,Orton đã được liên kết với Cơ quan, người gọi ông là "bộ mặt của WWE". Nhìn chung, anh đã giành được tổng số 14 giải vô địch WWE. Anh cũng là người chiến thắng trong các trận Royal Rumble 2009 và 2017 và đã được quảng cáo rầm rộ nhiều sự kiện pay-per-view cho tổ chức,bao gồm Wrestlemania XXV và XXX.

## Thời trẻ

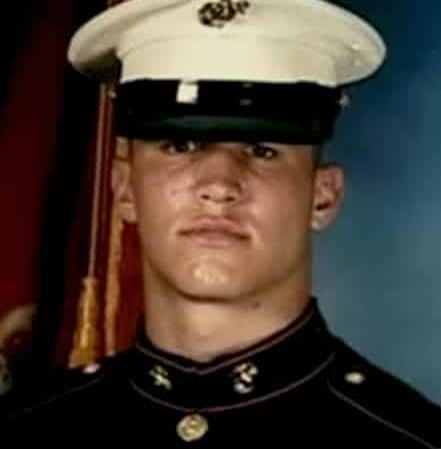
Orton thời còn trẻ

Orton sinh ngày 1 tháng 4 năm 1980, tại Knoxville, Tennessee. Con trai của Elaine và "Cowboy" Bob Orton, anh có hai anh chị em ruột-Becky và Nathan. Hiểu biết từ kinh nghiệm gian khổ của cuộc sống một đô vật chuyên nghiệp, cha mẹ anh đã cố gắng thuyết phục anh ở lại kinh doanh, và cha của anh đã cảnh báo anh rằng cuộc sống trên võ đài có nghĩa là một cuộc sống trên đường, xa gia đình. Orton tham dự Hazelwood Central High School, nơi anh là một đô vật nghiệp dư. Sau khi tốt nghiệp Hazelwood vào năm 1998, Orton nhập ngũ với Hoa Kỳ Thủy quân Lục chiến. Ở đó, anh đã nhận được một tiến hành xả xấu một năm sau đó sau khi đi AWOL hai lần riêng biệt và không tuân theo lệnh từ một sĩ quan chỉ huy. Theo luật thống nhất của Tư pháp quân sự, Orton đã bị kết án bởi một tòa án đặc biệt - và được đưa vào một nhà tù quân sự cho ba mươi tám ngày bị giam giữ.

## Sự nghiệp đấu vật chuyên nghiệp

### Đào tạo
Orton ra mắt vào năm 2000 tại Mid-Missouri Wrestling Association-Southern Illinois Conference Wrestling (MMWA-SICW) tại St Louis, Missouri, Sam Muchnick. Ở đó, anh được đào tạo bởi chương trình khuyến mãi và cả cha của anh, "Cowboy" Bob Orton. Anh đã vật lộn để thúc đẩy cho một tháng, thực hiện với đô vật Ace Strange và Mark Bland. Orton cũng là trọng tài một vài trận đấu với World Organized Wrestling, nơi chú của anh Barry Orton làm việc.
Trong năm 2001, Orton đã ký một thỏa thuận với World Wrestling Entertainment (WWE) và được gửi đến Ohio Valley Wrestling (OVW) ở Louisville, Kentucky, nơi anh tiếp tục đào tạo mình. Trong thời gian ở OVW, Orton thích kiểu đấu vật của Rico và The Prototype và hợp tác với Bobby Eaton trong trận tag team Tournament. Anh giành OVW Hardcore Championship hai lần riêng biệt bằng cách đánh bại Mr.Black ngày 14 Tháng 2 năm 2001, và Flash Flanagan ngày 05 Tháng Năm 2001.

### World Wrestling Entertainment

#### Evolution (2002 - 2005)

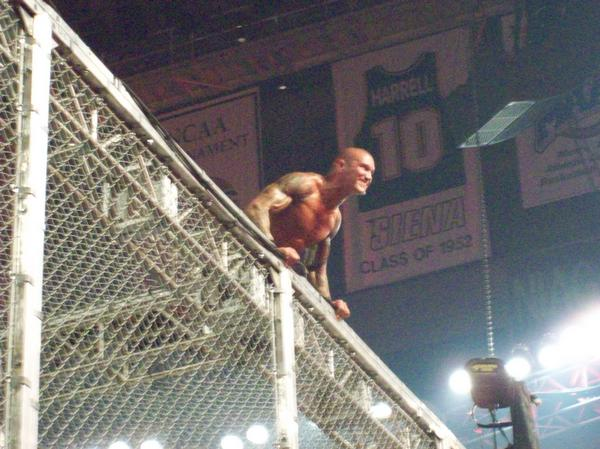
Randy Orton ở trên đỉnh của Hell In The Cell tại Raw 2009.

Trận đấu đầu tiên của Orton trên truyền hình WWE là trận đấu chống lại Hardcore Holly tại SmackDown! vào ngày 25 Tháng Tư năm 2002. Ngay sau đó, Orton đã trở thành một đô vật yêu thích của fan hâm mộ và được đặt trong một loạt các trận đấu với Holly. Trong tháng 9 năm 2002, Orton đã được chuyển đến Raw, nơi anh đã đánh bại Stevie Richards trong trận đầu tại Raw. Trong tuần đầu tiên của mình tại Raw, Orton phải chịu một chấn thương vai, nên anh phải ngồi ngoài nhiều tháng. Trong khi hồi phục, Orton vẫn xuất hiện trên Raw trong chương trình của riêng anh: Randy News Network, anh nói về tình trạng của anh. Việc hiển thị các phân đoạn khác bị gián đoạn Raw, để Orton từ từ chuyển mình thành một nhân vật trung tâm và là nhân vật phản diện.
Sau khi chữa lành chấn thương, Orton tham gia Evolution, trong đó bao gồm Ric Flair, Triple H, và thân nhân mới, Dave Batista. Nhóm này đã được chuyển về Raw năm 2003-2004,Anh đã tham dự trận tranh đai World Heavyweight Champions elimination chamber match, chủ yếu là để bảo vệ cái đai của Triple H và bị loại bởi Goldberg
Sau đó, anh tự xưng là "Legend Killer", một tài năng trẻ, người rất tài năng mà anh cho mình là tương lai của đấu vật chuyên nghiệp. Anh bắt tay vào mối hận thù với nhiều đô vật "huyền thoại" và đã đạt được ô danh là trở thành Heel. Với sự giúp đỡ của người thầy của mình và Ric Flair, anh đánh bại Shawn Michaels tại Unforgiven trong nhiều trận đấu được quảng cáo là "Legend so với Legend Killer". Orton sau đó nhổ vào mặt của Harley Race vào ngày 26 tháng 4 năm 2004 tại Raw.
Trong thời gian này, Orton bắt đầu sử dụng những di chuyển mà có thể trở thành các chiêu kết thúc của anh, RKO. Tại Survivor Series, Team Bischoff do Orton đứng đầu đánh bại team Austin dưới sự chỉ huy của Shawn Michaels với sự giúp đỡ của Batista. Trong trận đấu đó, anh đã loại Rob Van Dam. Tại Armageddon 2003, anh đánh bại RVD để trở thành tân vô địch Liên lục địa(Intercontinental Champions). Anh nắm giữ danh hiệu trong bảy tháng.
Orton tiếp tục thiết lập mình như là một "Legend Killer" trong suốt năm 2004, thách thức đô vật bán nghỉ hưu Mick Foley. Mick Foley(tên năm 2004 là Cactus Jack) nổi tiếng với nhiều trận đấu hardcore match và khả năng xử lý đau đớn. Tại WrestleMania 20, Evolution đánh bại Foley và Rock.Sau đó, Orton thách đấu Foley trong trận Hardcore Foley sẽ đặt trận này là "Legend so với Legend Killer" nếu Orton chịu đặt Intercontinental Championship của anh ra trận đấu này. Backlash, trong một trận đấu đẫm máu có sử dụng đinh bấm và dây thép gai, Orton đánh bại Foley.
Trong tháng bảy, tại Vengeance, Edge đã đánh bại Orton để giành chiến thắng trong giải vô địch Intercontinental Champion, kết thúc bảy tháng cầm đai của Orton. Sau khi mất chức vô địch Intercontinental Champion, Orton đã trở thành #1 contender cho World Heavyweight Championship vào ngày 26 tháng 7. Tại SummerSlam, Orton đã đánh bại Chris Benoit cho chức vô địch. Orton trở thành người trẻ nhất từng nắm giữ danh hiệu cao nhất trong lịch sử WWE ở tuổi 24. Benoit chúc mừng Orton sau trận đấu, lắc tay cho thấy anh đã "trở thành đàn ông" thực sự.
Đêm sau, Evolution mời Orton tham gia một lễ kỷ niệm giả, chỉ để lộ ra rằng họ không hài lòng với chiến thắng mới của anh. Trong khi Batista đã cho Orton tựa trên vai của mình trong sự phấn khởi, Triple H đưa ngón tay cái lên và sau đó đột ngột thay đổi nó xuống, Batista thả rơi Orton xuống sàn. Ric Flair và Batista tấn công Orton trên sàn như cho thấy Triple H thấy ghen tị cho danh hiệu mới của Orton. Triple H ra lệnh cho Orton bàn giao chức vô địch, nhưng anh từ chối, khạc nhổ vào mặt của Triple H và đánh anh ta với chiếc đai vô địch. Orton rời Evolution và đã bắt đầu một cốt truyện mới cho thấy anh ta là một đô vật yêu thích của đám đông khi anh vẫn tiếp tục mối thù với nhóm cũ của mình. Một tháng sau, Orton đã mất chức vô địch của mình tại Unforgiven. Tìm kiếm trả thù, Orton đánh các thành viên Evolution, bắt họ trong thời gian quảng cáo giữa show diễn bằng cách cho họ một chiếc bánh lớn làm cho món quà vào mặt, sau đó anh ra khỏi phòng chờ để đánh đập và nhục mạ nhóm. Sau đó, Orton trở thành Tổng Quản lý(Genegal Manager) của thương hiệu Raw để một tuần sau sắp trận đấu ở Survivor Series. Anh tiếp tục mối thù với Triple H, bằng cách sử dụng quyền lực của mình để đặt các đối thủ của mình vào thế bất lợi nghiêm trọng. Orton đã được cấp một cơ hội khác tại giải vô địch trong tháng 1 năm 2005, nhưng bị thua trong trận six-man Elimination Chamber với Triple H ở New year's Revolution. Ngày 10 tháng 1 của Raw, Orton đánh bại Batista để kiếm được một trận gặp Triple H tại Royal Rumble cho danh hiệu Wolrd Heavyweight Championship. Tại Royal Rumble, Triple H đã đánh bại Orton để giữ lại đai vô địch thế giới.

### Cạnh tranh đấu đơn (2005-2006)

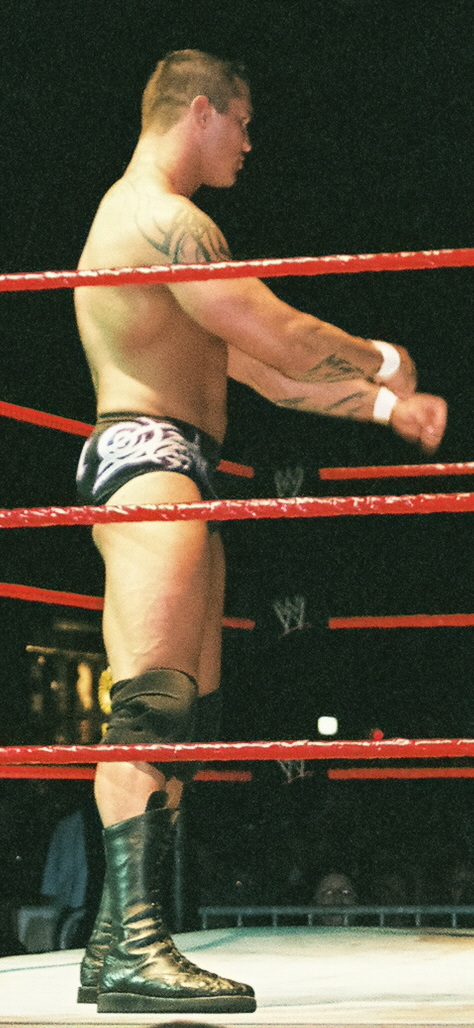
Randy Orton 2006

Orton đã bắt đầu một mối quan hệ trên màn hình với Stacy Keibler và một thời gian ngắn có thù với Christian trong tháng 2 năm 2005. Ngày 28 tháng 2 tại Raw, "Superstar" Billy Graham đã xuất hiện, trong đó ông khuyên Orton để "hãy đi nơi không có đô vật trước ". Orton sau đó sản xuất một bản sao của tạp chí SmackDown! trong đó có đặc trưng The Undertaker trên trang bìa. Nghe lời khuyên của Graham, Orton tuyên bố rằng anh sẽ đặt mình ngoài việc tất cả các đô vật khác bằng cách kết thúc kỉ lục bất khả chiến bại của Undertaker tại WrestleMania. Trong suốt tháng 3 năm 2005, Orton chế giễu The Undertaker, tuyên bố anh không sợ The Undertaker. 21 tháng 3 của Raw, Orton trở thành nhân vật phản diện một lần nữa sau khi anh ra đòn RKO của mình trên bạn gái, Stacy Keibler, khiến cô bất tỉnh. Orton quảng cáo, anh ngay lập tức sẽ chạy khòi võ đài khi có dấu hiệu của Undertaker xuất hiện gần đó(có sét, bóng tối, hoặc khói). Khi huyền thoại đô vật Jake Roberts khuyên Orton không đánh giá thấp The Undertaker, Orton thực hiện một RKO ngay trên Roberts. Trong những tuần dẫn đến WrestleMania, Orton đã thách thức nhiều hơn với The Undertaker, hành hung anh ta trên võ đài cùng cha mình, "Cowboy" Bob Orton. Tại WrestleMania 21 Orton không thành công, khi anh bị thua mặc dù cha anh đã có sự can thiệp.

### The Legacy và chia rẽ

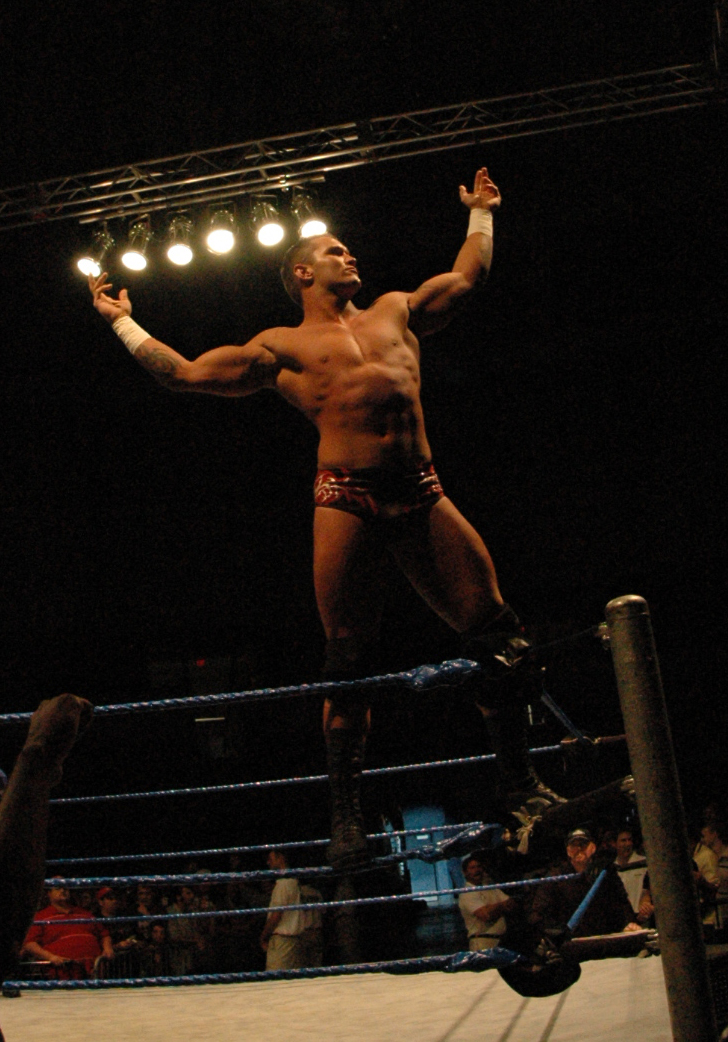
Orton biểu diễn phong cách ra võ đài của mình

Ngày 11 Tháng 1 năm 2010 tại Raw, Orton đã giành một trận đấu Triple Threat Match, với sự giúp đỡ của Cody Rhodes và Ted DiBiase, thách thức Sheamus tại Royal Rumble cho Giải vô địch WWE. Tại Royal Rumble, Orton thất bại để giành chức vô địch khi Rhodes can thiệp, gây ra một nguyên nhân. Sau trận đấu, Orton tấn công Rhodes và DiBiase. Vào ngày 15 Tháng 2 tại Raw, Orton đã một lần nữa bị loại trong một rematch sau khi Rhodes và DiBiase can thiệp. Orton và DiBiase cùng cạnh tranh trong giải vô địch WWE Eliminatiom Chamber pay-per-view, và DiBiase loại bỏ Orton sau khi đánh anh bằng một ống mà Rhodes đã truyền cho anh ta. Các đêm tiếp theo trên Raw, trong six-man tag team match, Orton tấn công Rhodes và DiBiase để trả thù. Tại WrestleMania XXVI, Orton đánh bại Rhodes và DiBiase trong trận đấu Triple Threat.

## Quay trở lại đấu đơn (2010 đến nay)

### 2010
Sau khi rời Legacy, Orton phải đối mặt với Jack Swagger cho danh hiệu vô địch thế giới tại Extreme Rules trong tháng tư, tuy nhiên, anh đã không thành công trong việc đánh bại Swagger. Sau khi bị spear bởi Edge mà kết quả Orton mất đi #1 contender cho trận đấu giành WWE Championship vào ngày 26 tháng 4 tại Raw, anh phải đối mặt với Edge tại Over the limit pay-per-view, mặc dù Orton đã bỏ vai phải của mình xuống nhưng trận đấu kết thúc với một double countout. Tại Fatal 4-Way trong tháng sáu, Orton thi đấu trong trận đấu Fatal 4-way cho chức vô địch WWE với John Cena, Sheamus và Edge, nhưng đã thua trận. Tại Money in the bank ppv, anh cũng thất bại khi để The Miz chiến thắng trong trận Raw Money in the bank ladder match. Sau đó, Orton tiếp tục cạnh tranh với Sheamus cho chức vô địch WWE tại 

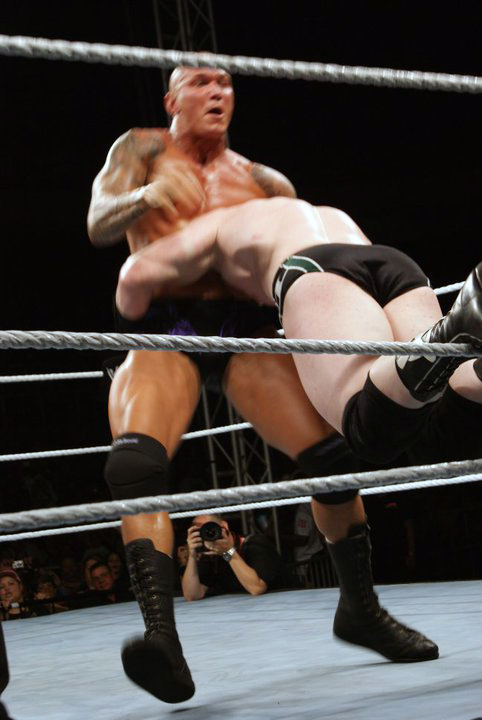
Randy Orton thực hiện đòn "DDT" lên Sheamus

SummerSlam ngày 15/8/2010, anh và Sheamus đã đấu ngang sức với nhau, nhưng rốt cuộc, gần về cuối trận, Sheamus đã chơi xấu dùng ghế định tấn công Randy và trọng tài đã cho trận đấu dừng lại, Sheamus vẫn tiếp tục được giữ đai. Dù trận đấu đã kết thúc nhưng Sheamus vẫn tấn công Randy bằng chiếc ghế trước đó, nhưng Randy đã né được và chơi xấu lại Sheamus, chưa thỏa mãn Randy đã tung ra chiêu RKO về phía Sheamus trên bàn bình luận viên. Tại Night of Champions ngày 19/9/2010, Orton đã lần thứ 10 vô địch WWE Champion khi đánh bại John Cena, Wade Barrett, Edge, Chris Jericho và Sheamus trong trận Six-Pack Elimination Challenge Match.
Sau đó, randy orton chuyển sang thù địch Sheamus, tại hell in a cell, orton đã có 1 chiến thắng ko thể thuyết phục hơn trước Sheamus.

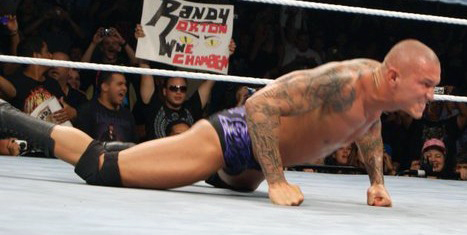
Orton chuẩn bị ra đòn RKO

Tại show RAW, song song voi việc Orton bảo vệ đai thành công thì John Cena vì thua Wade Barrett nên đã trở thành 1 thành viên của The Nexus, Cena đã giúp Barrett trở thành #1 contender và sẽ giành đai vs orton tại WWE Bragging Rights. Tại Bragging Rights, Barrett nói nếu hắn thua trận này, Cena sẽ bị sa thải. Do đó Cena đã Professional wretling throws trên Barrett để giúp hắn thắng bởi disqualification, như vậy theo luật đấu vật thì Orton dù thua vẫn giữ dc đai.
Tại show RAW tiếp theo, Cena đã thắng Orton nhờ disqualification, nên Barrett chọn Cena làm trọng tài cho trận tranh đai giữa hắn vs orton. Và nếu hắn không có được WWE title ở WWE Survivor Series, Cena sẽ bị sa thải. Ở trận đấu gặp The Miz, vừa bước ra ring thì Randy đã bị hội đồng bởi The Nexus và bị thương ở chân. The Miz và Alex Riley bước ra cùng vali Money In The Bank, The Miz đã cash in Randy Orton. Khi Randy định làm RKO The Miz thì bị Miz làm Skull Crusin'-Finale (Double underhook facebuster) và The Miz trở thành WWE Champion. Và vào WWE TLC Randy đã có trận đấu với The Miz để tranh chức vô địch WWE Championship trong Tables match (Nếu ai bị hạ trên bàn thì thua). Và trong trận đấu đó Randy đã dùng chiêu RKO lên Alex Riley trên bàn. Sau đó The Miz lên sàn đấu hạ gục Orton nhưng không phải trên bàn. Nhưng Miz đã đặt Orton lên cái bàn đã bị gãy. Rồi Miz nói với trọng tài rằng Randy đã bị hạ trên bàn nhưng trọng tài không công nhận. Miz phải tái đấu với Orton ngay và Miz đã giàng chiến thắng khi Orton bị rơi xuống bàn để bên ngoài sàn đấu.

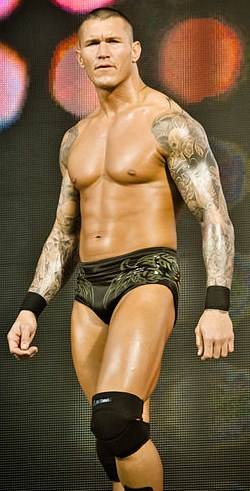
Randy Orton trong WWE Tribute to the Troops 2010

### 2011
Đầu năm 2011, anh có mối thù với CM Punk khi Punk và The New Nexus ngăn cản chiến thắng của anh trước The Miz tại WWE Royal Rumble trong trận đấu tranh đai WWE Champion. Sau đó, Orton quyết loại Punk tại trận Raw Elimination Chamber. Nhưng cuối cùng kế hoạch không thành công. Tại WrestleMania XXVII anh đã đấu với CM punk - thủ lĩnh của The New Nexus, và đã chiến thắng bằng chiêu RKO (các thành viên còn lại trong Nexus đều bị Orton tấn công bằng chiêu Punt kick trước khi sự kiện WrestleMania diễn ra). Gần đây, tại WWE Draft, anh được chọn sang WWE Smack Down.
Tại WWE Extreme Rules, anh đã đánh bại CM Punk ở trận Last Man Standing,bằng cách tung ra 3 đòn RKO. Smackdown,anh đã được Teddy Long chọn làm #1 Contender cho chức vô địch World Heavyweight Championship và anh đã đánh bại Christian để lấy đai WHC lần thứ 2. Tại Over The Limit, anh đánh bại Christian để bảo vệ chiếc đai vô địch và Christian với Randy đã bắt tay làm hòa. Nhưng rồi trong trận đấu với Sheamus mà Christian làm trọng tài, khi đưa đai cho anh, Christian đã đánh vào đầu Randy bằng chiếc đai trước sự bất ngờ của vô số khán giả. Đó được coi như 1 lời thách thức và Randy đã chấp nhận. Tại WWE Capitol Punishment anh đã đánh bại Christian để bảo vệ chiếc đai này. Sắp tới tại WWE Money In The Bank, Orton sẽ có 1 trận tái đấu với Christian để tranh đai WHC (nếu anh thắng do disqualification hoặc trọng tài một lần nữa xử sai, anh sẽ mất chiếc đai vô địch).Và tại PPV Money in the bank anh đã đá vào chỗ hiểm của Christian và anh thua vì phạm luật. Tức giận, anh đã RKO Christian 2 lần trên bàn bình luận viên. Triple H đã tạo ra cơ hội thứ hai của anh để lấy lại World Heavyweight Champion từ Christian tại WWE Summerslam.Ngay sau đó tại Night of Champion Randy Orton đã bị Mark Henry hạ gục và bị mất đai World Heavyweight Champion. Sau đó, Randy đã có 1 trận tái đấu với Mark Henry tại Hell in a cell, nhưng anh đã không thành công do bị defeat bới 2 world strongest slam. Tuy nhiên, sau đó Henry lấy ghế kẹp vào chân Randy, lại tính chơi skill nhảy xuống như đã làm với Big Show và Kane, thì anh đã né được, và dùng ghế tấn công lại, Mark Henry chạy thục mạng, sau đó đạp được vào bụng Randy một cái rồi chạy vào hậu trường.. Một tuần sau Smackdown Orton đã nhận được một shot chống lại Henry sau khi giành chiến thắng 41 người đàn ông trận chiến hoàng gia, and đã thành công trong chiến thắng trong trận đấu 41.Nhưng trận đấu đả bị ngưng lại khi có sự can thiệp Cody Rhodes. Anh đã đánh bại Rhodes tại Vengeance, và tập 4 tháng 11 Smackdown trong một trận Street Fight. 
Orton sẽ tái khơi dậy mối thù với Wade Barrett sau khi cả hai siêu sao được đặt tên là trưởng nhóm cho một 5 ngày 5 Series Survivor loại bỏ trận đấu. Vào ngày 11 tháng 11 của Smackdown, Orton đã đánh bại của Barrett trong một trận đấu đơn, tuy nhiên trong tập 14 tháng 11 của RAW, Orton đã thắng trong trận tái đấu của truất quyền thi đấu. Nhóm của anh đã bị đánh bại tại Survivor Series (2011) với Wade Barrett và Cody Rhodes là những người sống sót duy nhất. Đêm sau trên RAW, Orton tiếp tục mối thù với Barrett khi Orton phân tâm Wade trong trận đấu với Kofi Kingston. Một vài tuần sau, Orton và Barrett tiếp tục mối thù của họ Smackdown khi cả hai thi đấu trong một thời gian để đánh bại thách thức. Người chiến thắng để lựa chọn nếu họ muốn sử dụng bàn, thang hoặc ghế tại TLC. Cả hai Barrett và Orton đã giành được trận đấu của họ, tuy nhiên Orton đã hoàn thành 2 giây trước đó và giành được trận đấu sau khi ông thực hiện RKO Dolph Ziggler. Orton sau đó vào một cuộc chiến với Barrett sau khi anh đã giành được, và Orton ném Ziggler vào một bàn báo hiệu rằng anh đã chọn trận đấu của họ là Table match. Anh đã đánh bại Barrett tại TLC, 1 cú RKO khi Barett nhảy từ trên xuống và té xuống bàn.

## Đầu 2012 đến nay

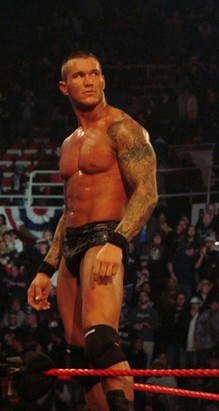
Randy Orton sau khi chiến thắng Royal Rumble năm 2009

Tại SmackDown!, Randy đã bị chấn thương vài tuần do bị Wade Barrett xô té cầu thang tại trận Falls count anywhere. Ngày 27 tháng 1 năm 2012 and đã quay trở lại và tấn công Wade, nhưng sau đó bị ngăn cản bởi 5 đô vật khác. Wade thoát được, Randy đã hù Wade bằng cách làm 5 cú RKO lên 5 đô vật. Ngày 3 tháng 2 tai Smack Down, anh đã đánh bại Wade Barrett tại trận No Disqualification bằng 2 đòn RKO. Ngày 19 tháng 2 năm 2012, anh được đề cử vào làm một trong 6 đô vật(Daniel Bryan, Wade Barrett, Big Show, Cody Rhodes, The Great Khali, Randy Orton) tham gia giải Elimination Chamber để giành đai World Heavyweight Championship nhưng vào ngày 13-2, trong một trận đấu với Big Show tại RAW Randy bị Daniel Bryan cầm đai World Heavyweight đập vào đầu khiến anh không thể tham gia Elimination Chamber. Sau đó Randy được thay thế bởi Santino Marella vì Santino là người chiến thắng trong một trận Wild Card Battle Royal của Smackdown!. Nhưng Santino đã không hoàn thành được nhiệm vụ khi Daniel Bryan giành chiến thắng và vẫn giữ được đai World Heavyweight Champion. Sau đó, anh quay lại và sẽ trả mối thù tại 1 trận đấu giữa anh và Daniel Bryan ở Smackdown! nhưng đã thất bại do bị Kane cắt ngang và thực hiện chokeslam. Ngay sau đó, anh đã trả thù Kane bằng cách ra 3 đòn RKO trong các show Smackdown kế tiếp (trong khi Kane đánh với R-Truth, Big Show, và 1 lần khi Kane đang leo lên ring). Randy Orton và Kane đã đụng nhau tại Wrestlemania 28. Randy đã không thua ở đòn Chokeslam thứ nhất của Kane, nhưng đòn chokeslam thứ 2 thực hiện từ trên cột đài rơi xuống, điều đó làm anh không giành được chiến thắng tại Wrestlemania 28. Tại show Smackdown sau đó, Randy Orton đã trả được thù bằng cách đánh bại Kane tại trận No Diqualifications. Mối hận thù giữa 2 người lại tiếp tục khi trong trận đấu giữa Randy Orton và Mark Henry, Kane đã xuất hiện trên màn hình lớn và cho Randy thấy Kane đã hạ gục cha của Randy - tức huyền thoại "Cowboy" Bob Orton - bên cạnh bằng 1 cây sắt tại chương trình Raw SuperShow. Và tại chương trình SmackDown sau đó, khi Kane đang nói chuyện trên sân khấu thì Randy xuất hiện trên màn hình lớn và bảo rằng không ai đụng đến gia đình của anh mà được yên và cho Kane thấy Paul Bear -cha của Kane- bị thương bên cạnh. 2 người sau đó đã có 1 trận đấu tại trận Falls Count Anywhere Match tại Extreme Rules và Randy đã hạ gục Kane bằng đòn RKO lên ghế sắt.Sau đó, anh và Sheamus đấu với Chris Jerricho và Alberto Del Rio trong trận đấu Tag Team. Cuối trận, sau khi Randy đưa đòn RKO lên Alberto, Sheamus định sử dụng đòn Brogue Kick lên Chris thì vô tình trúng Randy làm cho đội thua.Randy sau đó được xếp vào trận đấu Fatal-4 Way(đấu 4 người) để tranh đai World Heavyweight Championship gồm: Sheamus, Alberto Del Rio, Chris jericho và Randy Orton tại giải Over The Limit. Và anh đã thất bại trước chiến binh Celtic Sheamus. Sau đó anh đã bị đình chỉ thi đấu 60 ngày vì sử dụng chất cấm.
Anh đã return vào ngày 30/7/2012 và đánh bại Heat Slater để đánh dấu sự quay lại của mình. Show Smackdown sau đó, mặc dù không phân thắng bại do DQ trong trận đấu với Alberto Del Rio, nhưng sau đó nhờ Sheamus, Randy đã thực hiện 1 đòn RKO lên Alberto.
Năm 2013,anh giành được money in the bank và cash in thành công khi trận Daniel Bryan vs Cena kết thúc,HHH là người giúp Randy khi cho Daniel một Pedigree,từ đó,Randy gia nhập nhóm quyền lực và giữ đai khá lâu,tới Tlc,anh và Cena có trận đấu wwe champion vs world hevyweight champion,anh đã thắng khi kéo Cena từ trên thang xuống một chiếc bàn.Orton mất đai tại WM 30 trong trận đấu 3 người Daniel vs Randy vs Batista
Khoảng đầu năm 2014,nhóm Evolution tái hợp và thách thức Shield,Evolution thua Sheild tại payback,và tại Show raw sau đó Seth phản trong trận Sheild với chiếc ghế trên tay,từ đó Seth được xem như con cưng của Nhóm quyền lực,khi Seth giành được Money in the bank 2014 cũng là lúc Randy không còn giữ được bình tĩnh,anh đòi một trận với Seth và đỉnh điểm là khi Randy bị HHH quay mặt và để Seth xử Randy
Sau đó Randy đi return và giả vờ tuân lệnh Seth để chờ cơ hội đòi nợ,cơ hội đến,trong trận Hanicap match giữa Randy và Seth vs Reigns,anh đã mặt kệ Seth đang bị ăn hành mà chỉ đứng xem,khi trận đấu kết thúc Randy hủy diệt Seth và có màn báo thì thành công
Tại WM,anh đánh bại Seth,trong đêm đó,Seth cash in thành công,vì thế nên Randy đồi một trận đấu tranh đai tại Ex,anh thua Seth trong trận steel cage và một lần nữa thua tại Payback,anh thử xức tại money in the bank nhưng để thua vào tay Sheamus,anh bắt đầu feud với anh này và có trận thắng tại Battle Round nhưng lại thua tại SummerSlam 2015,hiện chưa có bất cứ thông tin gì về việc anh có trận đấu tại Night of Champion 2015
Vào kì PPV BATTLE GROUND 2016 Randy Orton trỏ lại trong chương trình Hightlight Reel của Chis Jericho và cho anh này 1 cú RKO, và đồng thời đối thủ của anh tại kì PPV Summer Slam 2016 sẽ là Brock Lesnar

## Tranh cãi
Trong khi tại Raw, Orton đã bị buộc tội quấy rối nhân viên WWE Amy Weber và Rochelle Loewen. Loewen, người đã gọi là Orton "đồ thú vật" tuyên bố rằng anh phá hoại tài sản của mình và bắt cô để quấy rối. Christy Hemme- thí sinh chiến thắng WWE Diva Search đã tuyên bố trong một cuộc phỏng vấn với The Sun rằng cô ấy không tin rằng Orton sách nhiễu với Loewen Weber.
Ngày 19 tháng 3 năm 2007, Sports Illustrated đăng một bài viết trên trang web như là một phần của loạt bài điều tra tiếp tục của steroid, cho rằng một số vận động viên chuyên nghiệp trong một số môn thể thao có sử dụng HGH. Đó là một số bài viết đề cập hiện tại và cựu đô vật WWE, bao gồm Orton người đã bị cáo buộc đã thu được clomiphene citrate, anastrozole và các steroid stanozolol, nandrolone, oxandrolone, và testosterone. WWE có kể từ khi thực hiện một tuyên bố về tình hình này, trước cáo buộc các chương trình Talent Wellness WWE tung ra trong tháng 2 năm 2006.
Ngày 13 tháng 1 năm 2010, nó đã được báo cáo rằng một khiếu nại của cuộc tấn công đã được nộp chống lại Orton bằng đơn kiện từ một fan mười lăm tuổi tại Saugus, Massachusetts. Fan này cho rằng Orton đã nhổ kẹo cao su của anh vào mặt mình và gọi mình bằng một từ xúc phạm.

## Cuộc sống đời thường
Trong tháng 11 năm 2005, Orton đã thông báo đính hôn cùng bạn gái Samantha Speno. Họ cưới nhau vào ngày 21 Tháng 9 2007. Trong tháng 12 năm 2007, Orton thông báo rằng anh và vợ đã mong chờ đứa con đầu tiên của họ, một con gái. Orton và vợ hoan nghênh Alanna Marie Orton vào ngày 12 tháng 7 năm 2008. Đến năm 2012, Orton sống riêng và đã li hôn với Samntha Speno vào năm 2013. Quyền được nuôi con được giao cho Speno. Tháng 7 năm 2015, anh tuyên bố đính hôn với bạn gái Kimberly Marie Kessler và đã kết hôn vào ngày 14 tháng 11 vừa rồi.
Anh có một hình xăm trên cánh tay trái của mình là "Thủy quân Lục chiến" cho Hải quân Hoa Kỳ nhưng đã xăm bao phủ lên nó sau khi nhận được tiến hành xả xấu từ dịch vụ. Anh đã được gửi về nhà sau khi phục vụ ba mươi tám ngày trong nhà tù quân sự tại Camp Pendleton ở California.
Orton bị thương xương đòn. Sau khi được y khoa kiểm tra, họ nói anh vỡ xương đòn của mình trong trận Last Man Standing tại One Night Stand với Triple H, Orton bị thương xương đòn của mình lại trong một tai nạn xe gắn máy.

## Trong đấu vật
- Đòn cuối
  - RKO - 2003 đến nay
  - Running punt kick - 2007 - 2012
  - Diving Crossbody - 2002

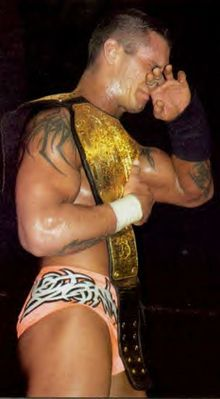
Randy Orton là nhà vô địch World Heavyweight Championship trẻ nhất trong lịch sử WWE

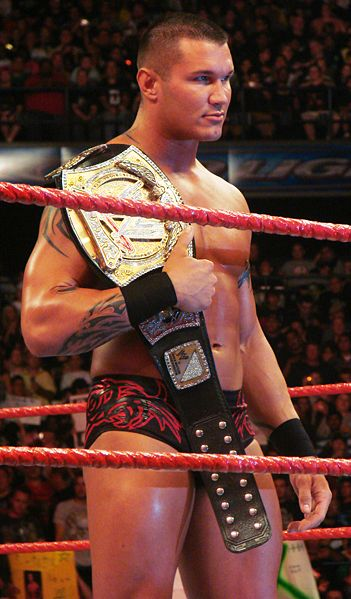
Randy orton lần đầu giữ đai WWE Championship

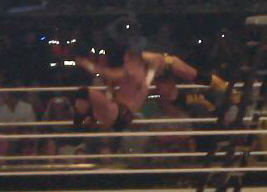
Randy Orton biểu diễn đòn Super RKO tấn công CM Punk tại WrestleMania 23

  - Super RKO (Elevated jumping cutter) - 2007 - 2012
  - O-Zone (Overdrive) - 2002
  - Wheelbarrow suplex - sử dụng trong thời gian ở OVW
- Các chiêu thường
  - Randy Orton Stomp (Multiple stomps while circling a fallen opponent)[5]
  - Inverted headlock backbreaker
  - Wrenching chinlock
  - Full Nelson
  - Headlock
  - Knee drop
  - European uppercut
  - Standing dropkick
  - Body scissors
  - Scoop powerslam
  - Rapid forearm shots to head and chest of a seated opponent
  - Elevated DDT
- Quản lý
  - Ric Flair (2003 - 2004)
  - "Cowboy" Bob Orton (2004 - 2005)
- Biệt danh
  - "The Legend Killer": Kẻ 'giết' những huyền thoại (2003 - 2008)
  - "The Viper": Rắn độc (2008 - nay)
  - "WWE's Apex Predator": Mãnh thú săn mồi thượng hạng (2010 - nay)
- Nhạc ra sàn đấu
  - "Line in the Sand" thể hiệnMotörhead (dùng khi là một thành viên của Evolution) (2003 - 2004; 2014)
  - "Burn in My Light" thể hiện Mercy Drive[6] (2004 - 2008)
  - "This Fire Burns" thể hiện Killswitch Engage (dùng một lần, sau đó trở thành nhạc của CM Punk)[7] (2006)
  - "Voices" thể hiện Rev Theory[8] (2008 - nay)
- Legends Defeated - Với biệt danh Legend Killer, Orton đã "thắng" những đô vật huyền thoại sau trong trận đấu riêng lẻ hoặc đấu đôi:
  - The Fabulous Moolah - RAW, 15 tháng 9 2003
  - Stone Cold Steve Austin - Survivor Series 2003
  - Shawn Michaels - Unforgiven 2003[9]
  - Rock 'n' Sock Connection (The Rock và Mick Foley) - WrestleMania XX[10]
  - Cactus Jack (Mick Foley) - Backlash 2004[11]
  - Chris Benoit - SummerSlam 2004[12]
  - Ric Flair - Taboo Tuesday 2004[13]
  - Jake "The Snake" Roberts - RAW, March 14 2005
  - The Undertaker - SummerSlam 2005[14]
  - Jerry "The King" Lawler - RAW, August 7 2006[15]
  - D-Generation X - Cyber Sunday[16]
  - Rob Van Dam - One Night Stand 2007[17]
  - Sgt. Slaughter - RAW, 30 tháng 7 2007[18]
  - Dusty Rhodes - The Great American Bash 2007[19]
  - Triple H - No Mercy 2007[20]
  - Jeff Hardy - Royal Rumble 2008
  - John Cena - PPV Hell in a Cell 2009
  - Batista -  Raw Foul Away
  - CM Punk -  Extreme Rules 2011
- == Các chức vô địch và danh hiệu ==
  - Ohio Valley Wrestling
    - OVW Hardcore Championship (2 lần)

  - Pro Wrestling Illustrated
    - Mối thù của năm (2009) với Triple H
    - Most Hated Wrestler of the Year (2007, 2009)
    - Most Improved Wrestler of the Year (2004)
    - Most Popular Wrestler of the Year (2010)
    - Rookie of the Year (2001)
    - Wrestler of the Year (2009, 2010)
    - PWI xếp hạng 1 trong số 500 đô vật xuất sắc nhất năm 2008

  - World Wrestling Entertainment/WWE
    - WWE World Champion (13 lần) gồm 9 lần vô địch WWE Championship và 4 lần vô địch World Heavyweight Championship. Nhà vô địch trẻ nhất, cũng là cuối cùng cho danh hiệu World Heavyweight Championship
    - WWE Smackdown Tag Team Championship (1 lần) với Bray Wyatt
    - WWE Intercontinental Championship (1 lần)
    - World Tag Team Championship (1 lần) với Edge
    - Royal Rumble (2009, 2017)
    - Money in the Bank (2013 – WWE Championship contract - RAW)

  - Wrestling Observer Newsletter
    - Most Improved (2004)[335]
    - Most Overrated (2013)